# Silene kunawurensis
Silene kunawurensis är en nejlikväxtart som beskrevs av John Forbes Royle och George Bentham. Silene kunawurensis ingår i släktet glimmar, och familjen nejlikväxter. Inga underarter finns listade i Catalogue of Life.